# 格拉沃洛特战役
格拉沃洛特戰役（德語：Schlacht bei Gravelotte），又称聖普里瓦戰役（法語：Bataille de Saint-Privat），發生於1870年8月18日，是普法戰爭中規模最大的一場戰役，約有超過30萬名士兵和1252門大炮部署在11公里寬的戰場上，這場戰役以法軍的戰術勝利和德軍的戰略勝利告終。
戰役開始時，普軍向法軍陣地發起猛烈的進攻，法軍藉由地形優勢和防禦工事給德軍造成大量傷亡，但最終因人數的巨大劣勢，法軍選擇放棄陣地撤退。

## 註腳
1. 1 2  Howard 1991，第143頁.
2. ↑  Moltke 1892，第52頁.